# Corinne Marrinan
Corinne Marrinan (* 2. September 1974 in New York, New York) ist eine US-amerikanische Fernseh- und Filmproduzentin. 2006 gewann sie für den Dokumentarfilm A Note of Triumph: The Golden Age of Norman Corwin einen Oscar.

## Leben
Marrinan begann 1999 als Produktions-Assistentin in den Filmen American Intellectuals und The Big Kahuna – Ein dicker Fisch mit Kevin Spacey in der Hauptrolle. Bei der Dokumentation On Tiptoe: The Music of Ladysmith Black Mambazo war sie Koproduzentin, der Film wurde 2001 für einen Oscar in der Kategorie Bester Dokumentar-Kurzfilm nominiert. Sie selbst erhielt dafür 2002 eine Nominierung bei den Emmys. 
2003 stieg sie als Produzentin bei der erfolgreichen Kriminalserie CSI: Den Tätern auf der Spur und kurz darauf auch bei deren Ableger CSI: Miami und CSI: NY ein. Bis 2008 produzierte Marrinan mehr als 150 Episoden für die drei Serien. Für einige Folgen schrieb sie zudem das Drehbuch. 
Für den 39-minütigen Dokumentarfilm A Note of Triumph: The Golden Age of Norman Corwin über den Journalisten Norman Corwin, den sie gemeinsam mit Regisseur Eric Simonson produzierte, gewannen die beiden bei der Oscarverleihung 2006 einen Oscar in der Kategorie Bester Dokumentar-Kurzfilm.  

## Filmografie
Filme
- 1999: The Big Kahuna – Ein dicker Fisch (The Big Kahuna)
- 1999: American Intellectuals
- 2000: On Tiptoe: The Music of Ladysmith Black Mambazo
- 2005: A Note of Triumph: The Golden Age of Norman Corwin
- 2009: Dark Light: The Art of Blind Photographers

TV-Serien
- 2003–2008: CSI: Den Tätern auf der Spur (CSI: Crime Scene Investigation)
- 2003–2004: CSI: Miami
- 2004–2008: CSI: NY